# 魯達 (羅加京區)

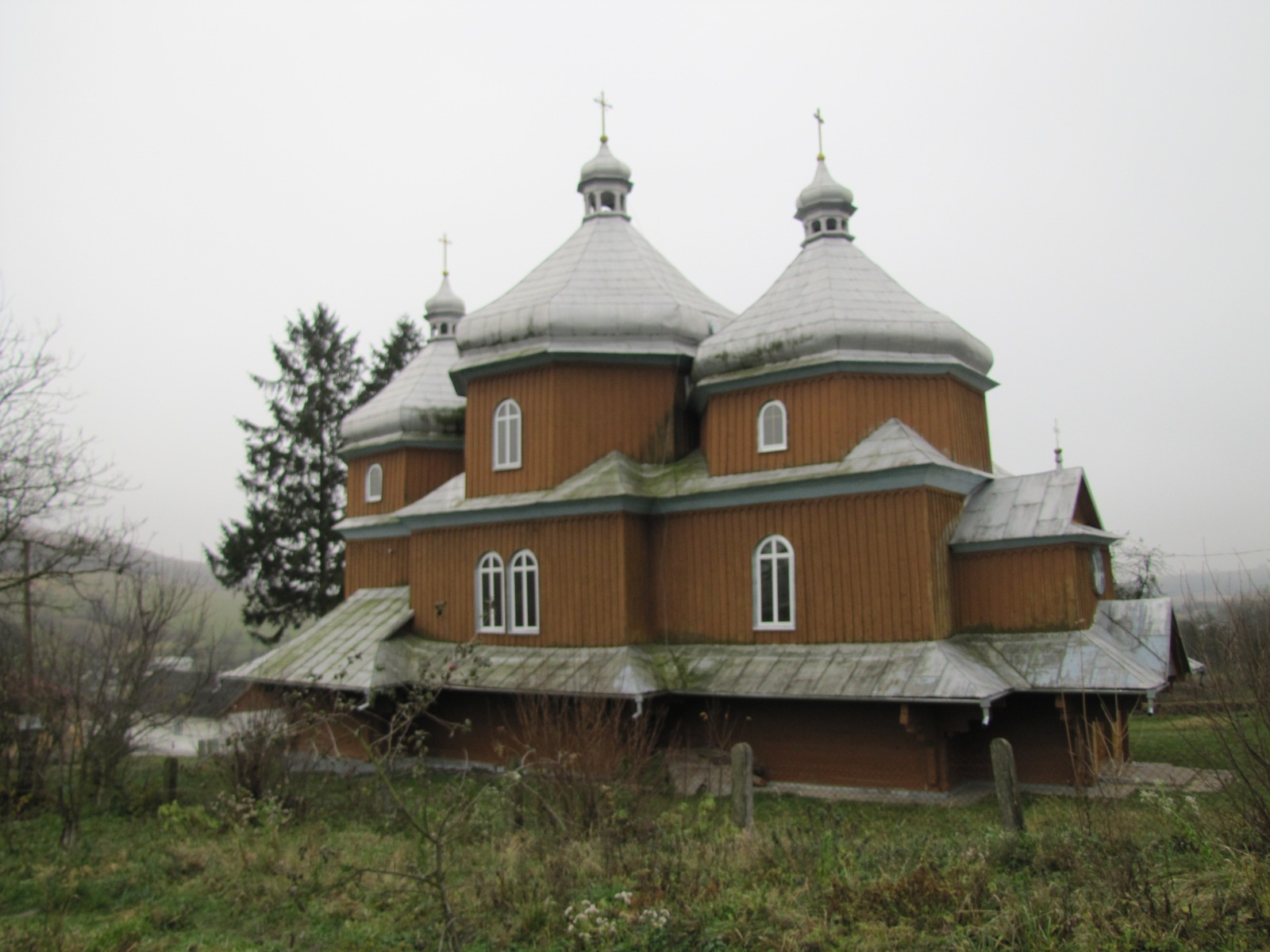

魯達（烏克蘭語：Руда），是烏克蘭西部的村莊，隸屬伊萬諾-弗蘭科夫斯克州的伊萬諾-弗蘭科夫斯克區。該村始建於1298年，面積12.4平方公里，2001年人口473，人口密度每平方公里38人。
49°27′36″N 24°34′42″E / 49.46000°N 24.57833°E